# Comté d'Apulie
Pour les articles homonymes, voir Apulie.
 (novembre 2009).
Si vous disposez d'ouvrages ou d'articles de référence ou si vous connaissez des sites web de qualité traitant du thème abordé ici, merci de compléter l'article en donnant les références utiles à sa vérifiabilité et en les liant à la section « Notes et références ».
1042–1077
Entités précédentes :
- Principauté de Salerne

Entités suivantes :
- Duché d'Apulie et de Calabre

Le comté d'Apulie est un fief normand d'Italie méridionale avec Melfi pour capitale, fondé en 1042 sur un territoire appartenant à l'origine aux Lombards du duché de Bénévent et aux Byzantins du catépanat d'Italie. Un aventurier normand du nom de Guillaume de Hauteville, fils d'un petit noble normand du Cotentin (Normandie), Tancrède de Hauteville, en est le premier comte. Guillaume, à l'origine un simple mercenaire sans terres ni fortune surnommé « Bras-de-Fer », n'hésite pas à s'auto-proclamer « roi en Apulie » après avoir été élu chef de la majeure partie des Normands d'Italie (septembre 1042).
Le comté d'Apulie, ou comté de Melfi, est érigé en duché normand d'Apulie en 1059 sous l'autorité d'un frère de Bras-de-Fer, Robert Guiscard, par suite de l'alliance avec le pape Nicolas II lors du concile de Melfi. Guiscard devient alors, duc d'Apulie, de Calabre et de Sicile, (Robertus comes Apuliæ factus est dux Apuliæ, Calabriæ, et Siciliæ a papa Nicolao in civitate Melphis), qui est encore une possession musulmane.
En 1077, il fusionne avec le duché de Calabre pour devenir le duché d'Apulie et de Calabre. Ensuite, en 1130, le duché, toujours aux mains de la famille Hauteville, est intégré au royaume normand de Sicile. Il devient alors un titre et un apanage attribués au fils aîné et héritier du roi de Sicile de 1130 à 1194.

## La conquête normande de l'Apulie

L'Italie à l'arrivée des Normands en 1000.

L'Italie en 1084.

### Des aventuriers normands se distinguent
Selon la « tradition de Salerne », rapportée par Aimé du Mont-Cassin à la fin du XIe siècle, une quarantaine d'aventuriers normands se seraient arrêté dans la ville de Salerne en 999 en revenant d'un pèlerinage à Jérusalem. Ils se reposent déjà depuis plusieurs semaines quand un jour ils voient une grande flotte de guerre arabe mouiller dans le port de la ville. Les Arabes viennent rançonner la ville. Suivant leur habitude, les Salernois commencent alors à réunir l'argent de la rançon. Écœurés à la fois par l'attitude insolente des Arabes et la lâcheté des Salernois qui, apparemment, n'envisagent pas de gagner leurs libertés par les armes, les quarante aventuriers normands demandent à Guaimar III, prince de Salerne, des armes et des chevaux pour combattre les musulmans. Étonné, le prince italien donne aux Normands tout ce qu'ils veulent. Aussitôt, les quarante chevaliers normands attaquent les Arabes à l'improviste. Malgré leur très nette infériorité numérique, les cavaliers normands réussissent à mettre en déroute les Arabes après en avoir tué plusieurs centaines. Alors que certains musulmans fuient vers la mer, d'autres se retirent dans les collines.

### Un prince salernois sait les remercier habilement
Enthousiasmé par cette incroyable victoire, le prince Guaimar III de Salerne remercie chaleureusement les vainqueurs et les couvre de nombreux cadeaux. Mais, surtout, il ne veut pas laisser passer l'occasion de prendre les Normands à son service pour défendre sa ville. Le prince italien leur propose alors de rester à Salerne et de s'engager comme mercenaires. Son souhait est de conserver la moitié des hommes et d'envoyer les autres en Normandie pour essayer de recruter de nouveaux chevaliers qui viendraient à leur tour s'engager comme mercenaires à son service. Les Normands, désireux de revoir leur patrie, refusent l'offre de Guaimar III. La déception est aussi grande chez le prince italien que chez les habitants de la ville qui avaient su, eux aussi, apprécier l'efficacité des Normands et qui voulaient les avoir comme protecteurs. 
Toutefois, l'espoir des Italiens ne sera pas totalement déçu. En effet, les Normands ne sont pas restés insensibles aux propositions de Guaimar : l'appât du gain les incite, accompagnés de nouvelles recrues, à revenir quelques années plus tard dans la ville pour s'engager au service du prince.

### Des mercenaires normands s'installent au fur et à mesure dans le Sud de l'Italie
Au fil des années, le récit de l'aventure de Salerne se propage dans toute la Normandie, incitant de nombreux aventuriers normands à s'engager comme mercenaires dans le Sud de l'Italie. Leur décision a plusieurs motivations : certains cherchent à accroître leurs richesses, d'autres, par opposition à la politique du duc de Normandie. Enfin, les familles normandes comptent beaucoup d'enfants et seuls les ainés peuvent hériter de terres familiales ; dès lors, les fils cadets s'engagent dans l'aventure. Parfois, dans l'incapacité de nourrir toute sa famille, le père encourage le fils aîné à partir. Tout au long du XIe siècle, ce sont 300 à 500 Normands qui arrivent tous les ans dans le Sud de l'Italie. Certains repartiront une fois leur richesse faite alors que d'autres s'y installeront définitivement. 
La connaissance des événements de Salerne s'étant propagée dans tout le Sud de l'Italie, les Lombards de l'Apulie recrutent un certain nombre de mercenaires normands. En 1016 par exemple, les frères Drengot, Normands originaires de la région de Rouen, viennent se mettre au service du prince lombard Melo de Bari. Ce prince entame alors une guerre contre les Byzantins en Apulie. De nombreux combats ont lieu, les mercenaires normands se distinguent face aux Byzantins mais ils sont vaincus à Cannes en 1018. Après cette aventure, Raynolf Drengot sert plusieurs princes lombards et réussit à obtenir un important fief à Aversa en 1029, devenant alors Raynolf d'Aversa. Le fief d'Aversa va jouer un rôle très important dans ce flux des Normands vers l'Apulie: disposant d'un lieu d'accueil, ils arrivent en plus grand nombre. On compte parmi ceux-ci les frères de Hauteville.

### Les Hauteville commencent leurs exploits

Blason de Robert Guiscard.

Au moment où arrivent les deux frères Hauteville, Guillaume et Drogon, vers 1035, les Byzantins préparent une expédition visant à reconquérir la Sicile aux mains des musulmans. Les Byzantins recrutent 300 Normands qui sont placés sous les ordres de leur chef, le Lombard Ardouin (en) (Hardouin ou Arduin). Les Normands débarquent en Sicile, en 1038, et ils rejoignent les autres corps de l'armée byzantine qui se composent d'autres troupes de mercenaires recrutés par Byzance, notamment la garde varègue qui sont des Vikings suédois provenant de Russie kiévienne. La campagne de Sicile, menée par Georges Maniakès, débute rapidement par la bataille de Troina, au début de l'année 1040. Les mercenaires byzantins plient lorsque Guillaume de Hauteville, à la tête des 300 mercenaires normands, charge et enfonce les troupes musulmanes et les met en déroute. La victoire est acquise. Dans la mêlée, Guillaume de Hauteville, ayant embroché le chef sarrasin d'un vigoureux coup de lance, reçoit le surnom de Guillaume « Bras-de-Fer ». La chronique italienne de l'époque indique : « plus valut le petit nombre de Normands que la multitude des autres mercenaires de Byzance ».
Après cette bataille, les Byzantins changent de comportement et se montrent désobligeant à l'égard des Normands et d'Ardouin. En premier lieu, Ardouin est flagellé pour avoir refusé au chef byzantin un superbe cheval arabe qu'il a capturé sur le champ de bataille. Enfin, les Byzantins refusent de partager le butin de la victoire avec les Normands. Ardouin et les Normands décident alors de rentrer en Apulie et quittent la Sicile.

### Les Hauteville commencent la percée normande en Apulie
Les Apuliens commencent à se révolter contre la domination byzantine. Désireux de se venger des Byzantins, Ardouin et les mercenaires normands en profitent pour passer à l'action. Ils partent en campagne avec l'objectif bien précis de chasser les Byzantins d'Apulie. Au cours de l'année 1041, les mercenaires normands démontrent encore une fois toute leur valeur au combat en remportant, toujours en infériorité numérique, trois victoires sur les armées byzantines : le 17 mars à Venosa, le 4 mai à Montemagiorre près d'Ascoli Satriano, enfin le 3 septembre à Montepeloso. Ardouin et les Normands se retrouvent maîtres d'un grand nombre de villes en Apulie italienne.

### Les Normands prennent en main leur destin italien

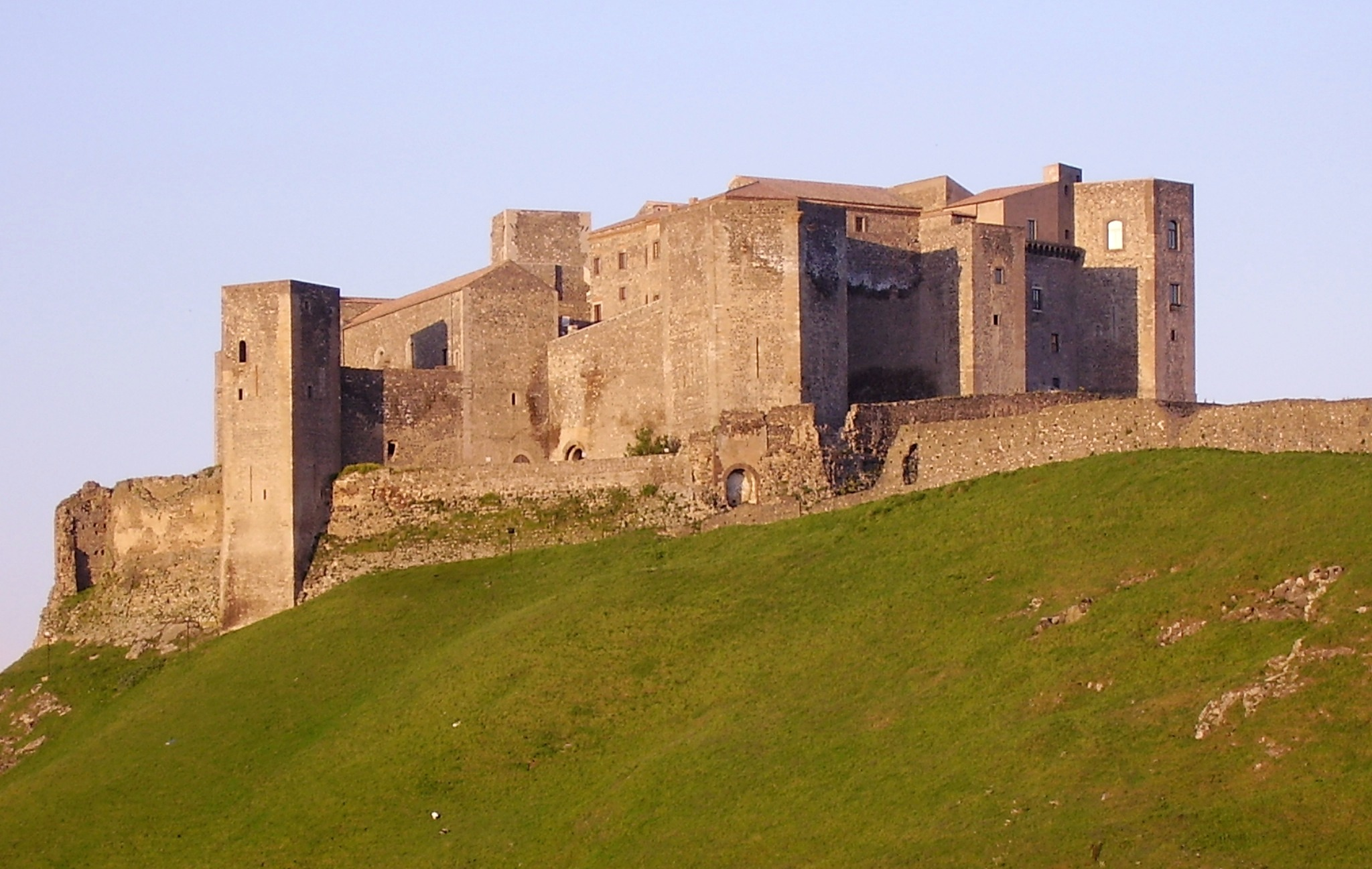
Le château de Melfi.

Au cours de l'année 1042, le Lombard Ardouin disparaît sans laisser de trace. Avec ce prince, les Normands perdent leur chef et un véritable ami. À Melfi, en septembre 1042, un vote permet à Guillaume de Hauteville de devenir le nouveau chef. En 1043, Guillaume décide que toutes les villes conquises par les Normands pendant la campagne de 1041 seront partagées entre ses plus braves chevaliers : c'est le partage de Melfi. Hugues Tubœuf, un Normand qui s'est distingué en assommant un cheval byzantin d'un magistral coup de poing, figure parmi les prétendants aux fiefs. Raynolf Drengot reçoit également un fief supplémentaire, en remerciement de l'accueil qu'il avait offert aux deux frères Hauteville lors de leur arrivée en Italie. Les Normands se trouvent alors à la tête d'un vaste duché.

### Une coalition européenne se forme contre ces Normands trop gênants
Guillaume de Hauteville meurt de maladie en 1046. Son frère Drogon prend sa succession mais il est assassiné en pleine prière en août 1051. C'est alors le troisième frère, Onfroi de Hauteville, qui prend la tête du duché et doit faire face à une invasion byzantine qui souhaite s'opposer aux conquêtes normandes en Apulie et dorénavant en Calabre. Les Normands d'Onfroi infligent trois défaites successives aux Byzantins commandés par Argyros. Dans l'impossibilité de vaincre les Normands seul, Argyros se tourne vers le pape Léon IX pour lui demander une aide militaire. Le pape réussit à créer une grande coalition militaire anti-normande.

### La victoire de la chevalerie normande
Le 18 juin 1053, Onfroi d'Apulie et Richard Ier d'Aversa défont la coalition ennemie à Civitate, près de Foggia, qui était dirigée par le pape Léon IX et l'empereur germanique Henri III le Noir. Léon IX, capturé et emprisonné, doit reconnaître la souveraineté normande sur l'Apulie.

### La reconnaissance

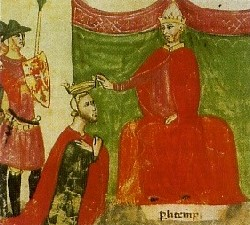
Robert Guiscard est couronné duc d'Apulie par le pape Nicolas II.

À partir de 1057, Robert Guiscard achève la conquête des Pouilles et de la Calabre, au détriment des Byzantins qui se maintiennent cependant à Bari. En 1059, à Melfi, le pape Nicolas II reçoit les serments de fidélité des princes normands Richard Ier d'Aversa et Robert Guiscard, en échange de leur investiture et de leur fidélité. Le pape comptait sur l'appui normand pour contrebalancer la puissance de l'Empire. Le comté devient duché d'Apulie et sera réuni au royaume de Sicile fondé par Roger II de Sicile en 1130.

### La fin du comté
Robert de Hauteville devient duc d'Apulie à partir de 1059. En 1077, le duché d'Apulie fusionne avec le duché de Calabre pour donner le duché d'Apulie et de Calabre, inclus dans le Royaume normand de Sicile en 1130.
L'Apulie aura encore des ducs particuliers de 1130 à 1194 : le titre de duc d'Apulie (ou de Pouilles) sera attribué, avec les terres en apanage, au fils aîné et héritier du trône de Sicile. Elle est ensuite incluse dans le domaine du royaume de Sicile sous les Hohenstaufen (1194 – 1266) puis dans le domaine de Charles Ier d'Anjou, après sa conquête de l'Italie du Sud, puis de ses successeurs les rois de Naples de la dynastie d'Anjou (1266 – 1442).

## Comtes puis ducs normands d'Apulie
- 1042 : Guillaume Ier de Hauteville dit « Bras-de-Fer »
- 1046 : Drogon ou Dreu de Hauteville (frère du précédent)
- 1051 : Onfroi de Hauteville (frère des précédents)
- 1057 : Robert de Hauteville dit « (le) Guiscard » (frère des précédents), devient duc d'Apulie à partir de 1059
- 1085 : Roger Ier de Hauteville dit « Borsa », « (la) Bourse » en français (fils du précédent)
- 1111 : Guillaume II de Hauteville (fils du précédent)
- 1127 : Roger II de Hauteville (cousin de Roger Borsa)
- 1135 : Roger III de Hauteville (fils du précédent)
- 1148 : Guillaume III de Hauteville, frère du précédent (roi Guillaume Ier de Sicile)
- 1154 - 1161 : Roger IV de Hauteville, fils aîné du précédent
- 1161 - 1189 : Guillaume IV de Hauteville, frère cadet du précèdent (roi Guillaume II de Sicile)
- 1189/1190 - 1193 : Roger V de Hauteville (roi Roger III de Sicile)
- 1193 – 1194 : Guillaume V de Hauteville (roi Guillaume III de Sicile)

## Barons normands
Liste des 12 barons normands qui se partagèrent le territoire en 1042 après la guerre victorieuse contre Byzance (1040/42) : 
- Guillaume de Hauteville, dit « Bras-de-Fer »
- Drogon de Hauteville
- Asclettin Quarrel
- Rodulf, fils de Babéna
- Rainfroi
- Hervé Frigent
- Tristan
- Rodulf
- Hugues Tubœuf
- Pierron fils Ami/Amicus
- Gautier fils Ami/Amicus
- Arnolin